# Salmeskeppen
Salmeskeppen är två vikingatida båtgravar som hittades 2008 vid byn Salme på ön Ösel i Saaremaa, Estland. I de två båtgravarna hittades skelett efter minst 42 människor.

## Upptäckten
Det första Salmeskeppet hittades år 2008 när man schaktade bort jord under vägarbete för en väg. Under detta arbete fann man föremål och ben, och arkeologer kontaktades. Fyndplatsen låg nära vikingatidens kustlinje och under vikingatiden begravdes männen cirka 1.5 meter över havsytan, men idag ligger fyndplatsen 230 meter från dagens kustlinje på fyra meters höjd. Det skepp som hittades år 2008 var det kortare av de båda Salmeskeppen. Det andra skeppet hittades vid arkeologiska utgrävningar år 2010. Arkeologer misstänker att fler skepp kan finnas i området.
Det fanns ingen markering ovan jord som visade var de båda skeppen begravts, de har troligen  begravts av naturliga sedimentationsprocesser när de täcktes av sand och växtlighet.

## Skeppen
Det som återstod från de båda skeppen var järnnitar som sammanfogat de nu bortruttnade träplankorna. Bara ett fåtal träbitar återstod. Det mindre skepp som hittades år 2008 hade skadats allvarligt av en nedgrävning av elkablar. De bevarade träbitarna visar att fartygen var tillverkade av tall. Fartygens plankor var extremt tunna, bara 1.5 cm tjocka, men de var 30 cm breda, vilket visar på avancerad teknik. Båda skeppen var lätta, snabba och enkla att manövrera, och har förmodligen avsetts för strid. Deras byggnadssätt var karaktäristisk för vikingatida skepp.
Arkeologer har beräknat att Salmeskeppen byggdes i Skandinavien kring åren 650-700 men de hade använts under en längre tid, vilket man kan se då båda skeppen hade spår som indikerade att de reparerats och lagats flera gånger. Båda saknade mast och segel, de har istället rotts längs med den baltiska kusten, mellan öar eller möjligen tvärsöver havet. Det lilla skeppet har antagligen rotts med sex par åror. Det ena skeppet var 11.5 meter långt och 2 meter brett, det andra större var minst 17 meter långt och 3 meter brett.

## Gravarna
Den mindre graven, benämnd Salme I hade kvarlevorna av sju män med en beräknad ålder av 18 till 45 år.  De flesta döda var 30-40 år gamla.  I den större graven Salme II hittades 34 män, Skadorna på skeletten visade att de oftast hade  dött av hugg och skärskador. De har dödats i strid. Tolkningen av massgraven är att de gravlagda var svenska krigare, som har blivit begravda i sin båt. Det var arkeologer från Tallinns universitet som utförde undersökningarna och de osteologiska analyserna av benen. Senare extraherades Dna och man gjorde dna-analys på benen av Marie Allen och Magdalena Buś.
Redan före dna-analyserna kunde man genom att analysera tänder från skeletten och gravfynden visa att de döda kom från centrala Sverige. I denna tidigare studie mättes isotoper i tänderna och dessa analyser hade pekat på Mälardalen. Skeletten i det större skeppet var noggrant placerade med gravgåvor utplacerade. DNA-resultaten visade att de kom från Sverige. Fyra gravlagda var helbröder. Genom att jämföra DNA med tusentals andra prover kunde man visa att de härstammade från Sverige. En större studie av vikingatidens folkförflyttningar publicerades i Nature.

## Fynden
I fartygen hittades fragment av minst 40 svärd, ofta med påkostade utsmyckningar,  av olika typer, samt spjutspetsar, pilspetsar och delar av sköldar - de flesta vapnen var avsiktligt förstörda, vilket var en sedvänja under nordisk järnålder och troligen var religiöst motiverad. Även vardagsföremål hittades, däribland en liten yxa, knivar, brynstenar, en dekorerad kam, ett halsband med pärlor av björnklor, hundratals spelpjäser samt sex tärningar från spelet hnefatafl. I den lilla båten hittades alla kropparna i aktern medan det i fören fanns ben från lamm och oxe, troligen medtagna som proviant. Även två offrade hundar och hökar hittades i fartygen.

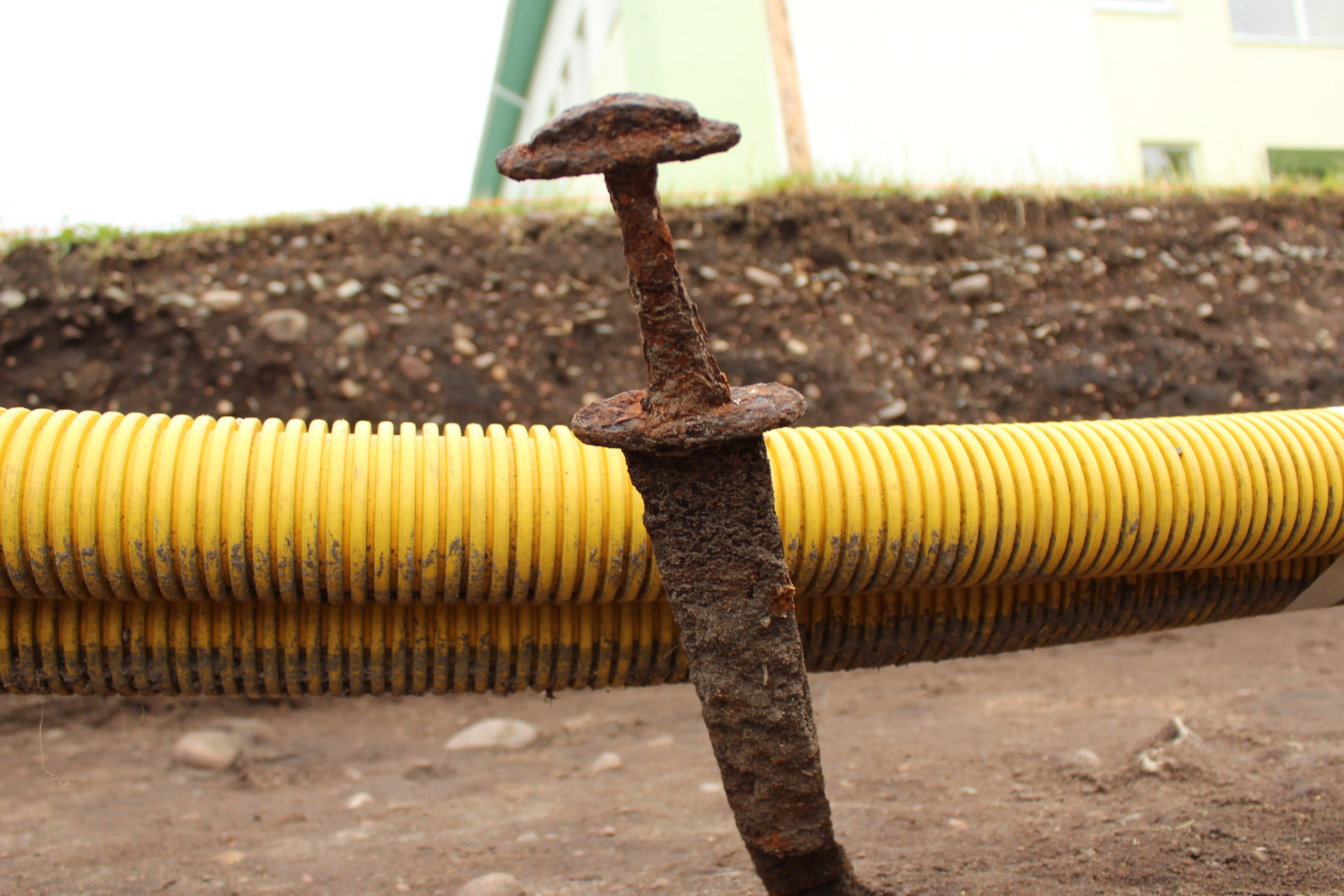
Ett svärd från skeppsgraven i Salme på Ösel.

## Tolkningar
Skeletten uppvisade tydliga dödliga skador. En teori är att de döda var vikingar som hade för avsikt att utföra en räd mot lokalbor på ön Ösel men att de attackerades av lokalbornas skepp. Dock tyder en del av fynden snare på en annan teori, där resans syfte var av diplomatisk eller politisk art. 
Vikingarna attackerades med pilar vilket mängder av pilspetsar som hittades inbäddade i träet på de båda skeppen visar. Flera pilar var sannolikt brinnande sådana, vilket har visats av pilspetsarnas utseende.  Vikingaskeppen förlorade många rorsmän och vikingarna strandsatte sina skepp på land och försökte försvara sig i skydd av skeppen. Lokalborna tycks sedan ha lämnat överlevarna att begrava de omkomna.
Det större längre skeppet saknade i princip vapen förutom dyrbara svärd, dessutom fanns det hundar och hökar - som använts vid jakt - ombord. De ombordvarande kan ha varit av förnämare släkter. Detta visar att vikingarna kanske inte reste till Ösel för att plundra, utan kanske snarare av diplomatiska ändamål eller för att utforska, men att de sedan attackerats av skepp från ön. Utgrävningsledaren Jüri Peets tror att vikingarnas avsikt kan ha varit att skapa en allians med esterna.

### Mytologisk bakgrund
I Snorre Sturlassons Ynglingasaga från 1200-talet står det skrivet att den svenske kungen Yngvar Harra, Östens son, var en stor krigare som ofta patrullerade sitt kungarikes kuster och slogs med danerna och esterna. Ynvgar slöt slutligen fred med danerna och kunde då inrikta sig mot esterna. Som vedergällning plundrade han Estland, och en sommar anlände han till en plats som hette Stein (se även Svegder). Esterna (sýslu kind) samlade en stor här i inlandet och drabbade samman med Yngvar i ett stort slag, där de övermannade svearna. Yngvar själv stupade och hans här drog sig undan. Yngvar begravdes i en gravhög vid Stein (at Steini) på Aðalsýsla, dvs dagens Estlands fastland.
Efter denna skildring citerar Snorre en vers från 800-talets Ynglingatal:
Þat stǫkk upp, 

at Yngvari 

Sýslu kind 

of sóit hafði. 

Ok Ljósham

við lagar hjarta 

herr eistneskr 

at hilmi vá. 

Ok austmarr 

jǫfri sœnskum 

Gymis ljóð 

at gamni kveðr.
Översättning: Ordet spreds snabbt, att folket i Sýsla hade dräpt Yngvar. Och en estnisk här angrep ledaren Ljóshamr ("den ljushyade") i vattnets hjärta ("ön"?). Och Östersjön sjunger Gymers sånger till den svenske kungens glädje
Edith Marold tolkar "vattnets hjärta" (lagar hjarta) som en kenning för "ö". Om så är fallet motsäger versen Snorres text (som istället hävdar att Yngvar begravdes i Aðalsýsla, alltså fastlandet), men stöder kopplingen till Ösel.
Ytterligare bevis för en sådan tolkning finns i 1200-talets norska kungars släktträd Historia Norwegiæ. Där står skrivet att Yngvar dog in expeditione occisus est in quadam insula Baltici maris, quæ ab indigenis Eysysla vocatur, "under ett fälttåg på en ö i Österjön kallad Eysysla". Eysýsla är det fornnordiska ordet för Ösel.